# 姆富韋

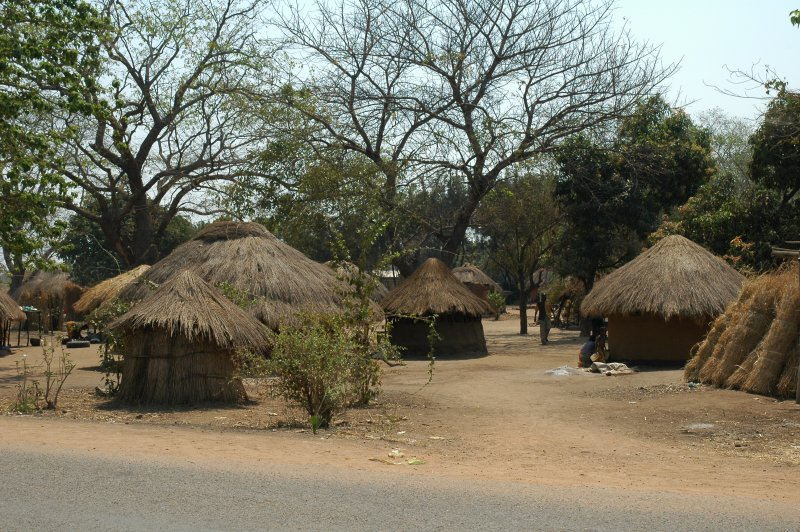
赞比亚的城镇姆富韦

姆富韋是贊比亞的城鎮，位於南盧安瓜國家公園，處於奇帕塔西北面約100公里，距離機場2.15公里。2011年10月26日，該村錄得42.8攝氏度，是該國歷來最高的氣溫。
12°53′50″S 31°55′40″E / 12.8972°S 31.9278°E